# Нашивка за проходження курсу підготовки Повітряних сил (США)
Нашивка за проходження курсу підготовки Повітряних сил США (англ. Air Force Training Ribbon) — військова нагорода для відзначення особового складу в Повітряних силах США. Нашивка є найнижчою у системі нагород цього виду ЗС і присвоюється у випадку успішного проходження курсу початкової підготовки в одному з навчальних центрів ПС.

## Зміст
Нашивка за проходження курсу підготовки Повітряних сил США була заснована наказом начальника штабу Повітряних сил генерала Л'ю Аллена від 12 жовтня 1980 року. Цією нагородою визначаються особовий склад, який успішно пройшов повний курс початкової підготовки. Терміни нагородження розширені з 14 серпня 1974 року. До курсів підготовки відносяться: базовий курс підготовки (англ. Basic Military Training (BMT) для рядового складу, базовий курс підготовки кадетів (англ. Basic Cadet Training (BCT) Академії ПС, сержанти, що пройшли курси підготовки офіцерського складу ПС (англ. Air Force ROTC (AFROTC), Officer Training School (OTS) тощо.